# Masmudina
La masmudina era mitja dobla d'or almohade.
Era també anomenada masmudina senar (així, la masmudina doble era la dobla). 60 masmudines senars equivalien a 270 sous.
Les masmudines fetes a Catalunya, per concessió de Jaume I el Conqueridor, rebien el nom de masmudines contrafactas.